# Avnbøl
Avnbøl (deutsch Auenbüll) ist mit 397 Einwohnern nach Blans der zweitgrößte Ort des Ullerup Sogn und liegt in der süddänischen Sønderborg Kommune. Avnbøl befindet sich ca. 14 km nordwestlich von Sønderborg und 5 km nordöstlich von Gråsten.

## Sehenswürdigkeiten
In Avnbøl liegt die um 1920 erbaute Avnbøl Mølle.

## Verkehr
Avnbøl hatte einen Bahnhof an der Bahnstrecke Sønderborg–Tinglev. Dieser wurde 1955 zum Haltepunkt abgestuft und 1974 aufgelöst. Obwohl der Ort bereits 1920 zu Dänemark kam, ist auf der Bahnsteigseite des Bahnhofes immer noch der Bahnhofsname Auenbüll erkennbar (Stand 2021).

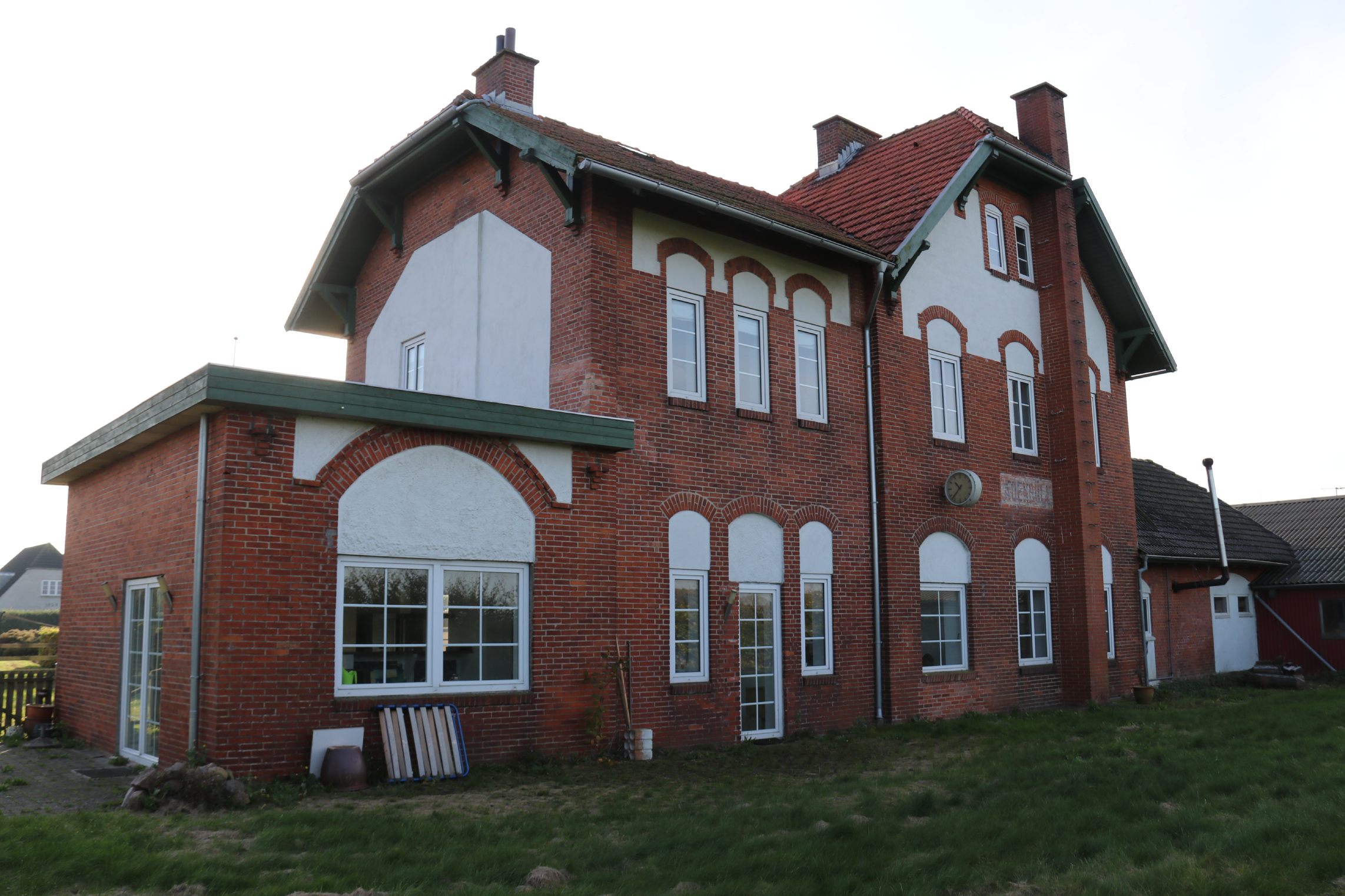
Bahnhof Ullerup – Auenbüll 2021, Bahnsteigseite
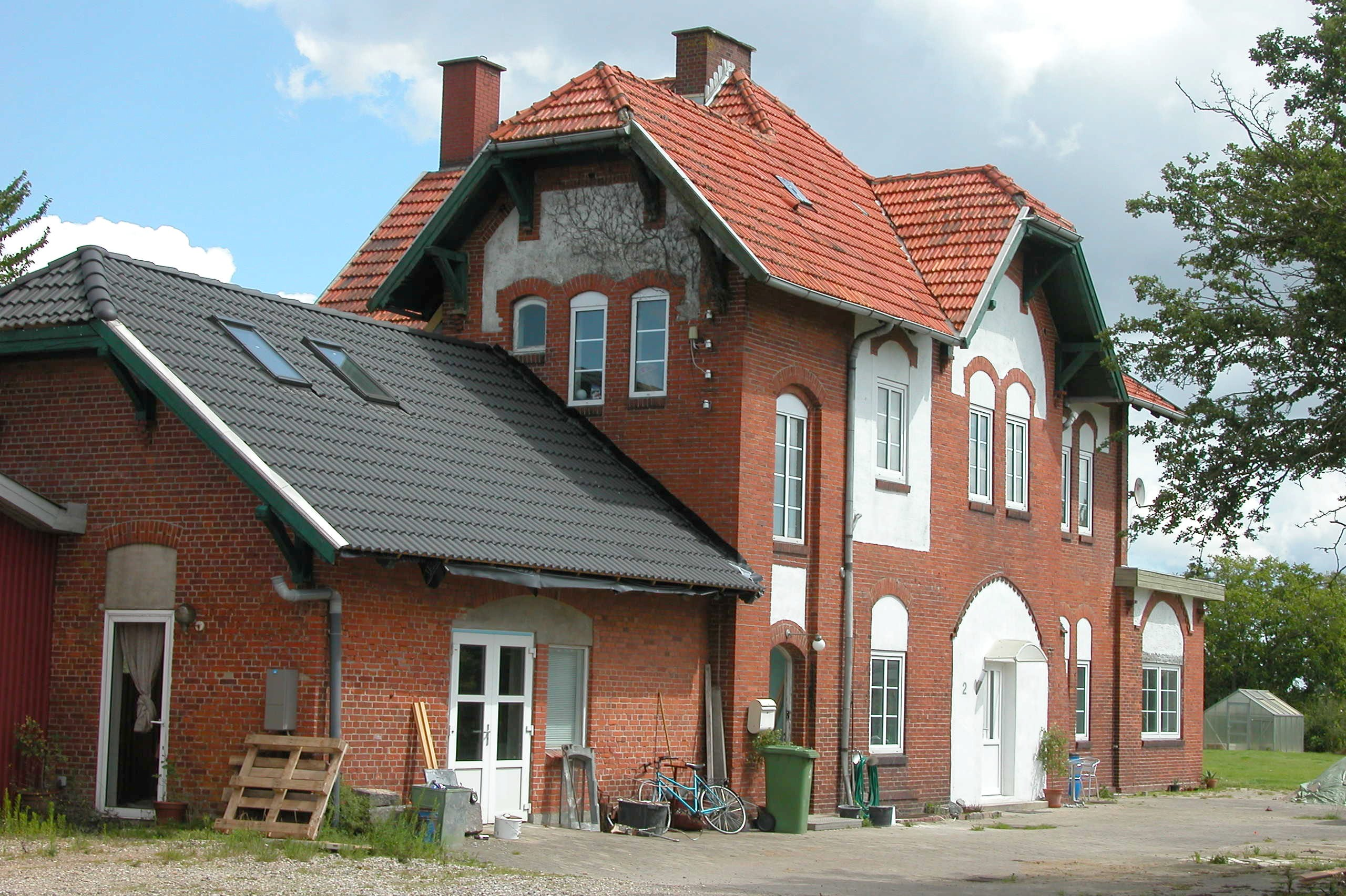
Ehemaliger Bahnhof der Bahnstrecke Sønderborg–Tinglev